# Женмин Жибао
„Женмин Жибао“ (на китайски: 人民日報, на опростен китайски: 人民日报 = Rénmín Rìbào - „Народен ежедневник“) е всекидневен вестник в Китай.
Вестникът „Женмин жибао“ е един от водещите вестници в света и най-влиятелният вестник в Китай. Над хиляда журналисти работят в 70 кореспондентски офиса в различните страни и региони на света. Тиражът на вестника достига 2 милиона 800 хиляди, като се увеличава годишно с повече от сто хиляди броя.

## Директори на вестника
- Женг Пенши (张磐石)
- Ху Куюми (胡乔木)
- Фан Чанкджианк (范长江)
- Денк Ту (邓拓)
- Ху Джуве (胡绩伟)
- Куин Чун (秦川)
- Куин Лирен (钱李仁)
- Гао Ди (高狄)
- Шао Хузе (邵华泽)
- Бай Каминг (白克明)
- Ксю Гджанктианк (许中田)
- Уанг Чен (王晨)
- Жанг Янонг (张研农)